# P.A.W. Bannink
Peter Andries Wichert Bannink (Winterswijk, 15 februari 1931 – Doetinchem, 25 juni 2020) was een Nederlands politicus van de VVD.
Na de mulo heeft hij gewerkt als administrateur bij onder meer de gemeente Hilversum waar hij het heeft gebracht tot hoofd van het bureau Stadsvernieuwing en Volkshuisvesting. In februari 1979 werd Bannink benoemd tot burgemeester van de gemeente Hummelo en Keppel. Hij bleef burgervader van die gemeente tot februari 1999 al was hij daar vanaf 1996, het jaar dat hij 65 werd, de waarnemend burgemeester.
Hij overleed in 2020 op 89-jarige leeftijd.